# Gyula Kállai

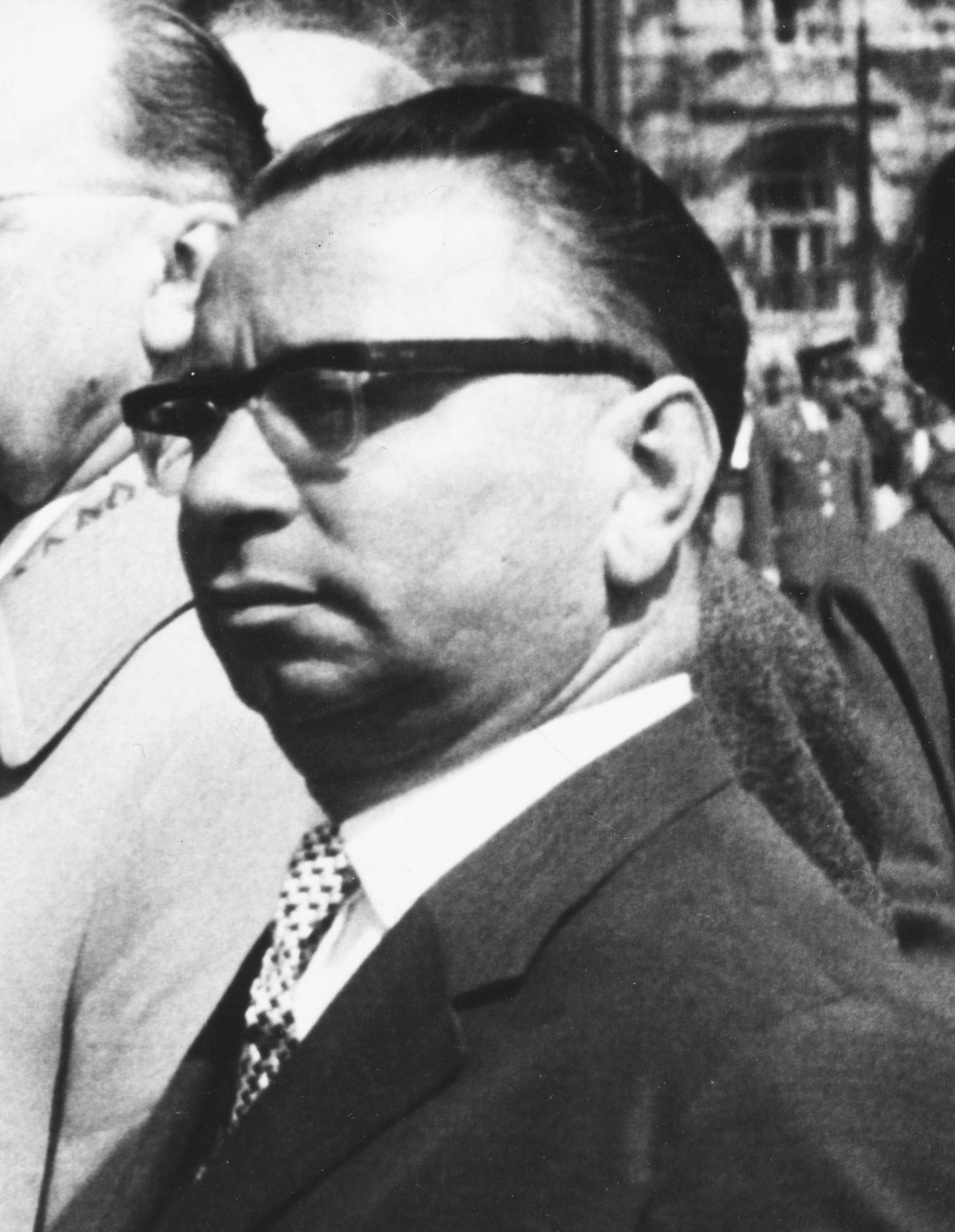
Gyula Kállai, 1964

Gyula Kállai [ˈɟulɒ ˈkaːlːɒ.i] (* 1. Juni 1910 in Berettyóújfalu, Komitat Bihar, Königreich Ungarn; † 12. März 1996 in Budapest) war ein ungarischer kommunistischer Politiker und ehemaliger Ministerpräsident.

## Studium und Minister
Noch während des Studiums trat Kállai 1931 der Ungarischen Kommunistische Partei bei. Von 1939 bis 1944 arbeitete er als Redakteur und Mitarbeiter des Chefredakteurs und späteren Staatspräsidenten Árpád Szakasits bei der sozialdemokratischen Zeitung Népszava.
Nach der Gründung der Volksrepublik Ungarn am 20. August 1949 wurde Kállai als Nachfolger des wegen Hochverrats zum Tode verurteilten László Rajk Außenminister. Dieses Amt behielt er bis 1951. Anschließend wurde er verhaftet, inhaftiert und erst 1954 wieder rehabilitiert.
Nach dem Volksaufstand 1956 half er bei der Wiederherstellung der Macht der Partei der Ungarischen Werktätigen (MDP), die sich anschließend in Ungarische Sozialistische Arbeiterpartei (USAP) umbenannte. Zunächst wurde er Sekretär des ZK der USAP Außerdem war er von 1956 bis 1975 Mitglied des Politbüros des ZK der USAP.
Am 4. November 1956 berief ihn Ministerpräsident János Kádár zum Kulturminister. Im Kabinett von Ferenc Münnich war er vom 28. Januar 1958 bis 1960 Staatsminister. Anschließend war er im Kabinett von Münnich und ab 13. September 1961 im zweiten Kabinett von Kádár Stellvertretender Ministerpräsident sowie 1. Stellvertretender Ministerpräsident.

## Minister- und Parlamentspräsident
Am 30. Juni 1965 wurde Kállai als Nachfolger von Kádár Ministerpräsident. Dieses Amt behielt er jedoch nur bis zu seiner Ablösung durch den Wirtschaftsfachmann Jenő Fock am 14. April 1967.
Zuletzt war Kállai vom 14. April 1967 bis zum 25. April 1971 Präsident der Nationalversammlung. Nachfolger als Präsident der Nationalversammlung wurde Antal Apró. Zudem war er auch Vorsitzender der Patriotischen Volksfront (Hazafias Népfront) von 1957 bis 1989, die verantwortlich für die Durchführung der Parlamentswahlen war.
Der Nationalversammlung gehörte er von 1954 bis 1990 als Abgeordneter an.

## Veröffentlichungen
Der studierte Journalist veröffentlichte zwischen 1943 und 1987 mehrere Werke in ungarischer Sprache. Das Buch The People‘s Front Movement in Hungary erschien 1979 auch in englischer Sprache.
- Népiség, demokrácia, szocializmus. 1943.
- A magyar függetlenségi mozgalom: 1936–1945. 1948.
- A magyarországi ellenforradalom a marxizmus–leninizmus fényében. 1957.
- A párt szövetségi politikája és a nemzeti egység fejlődése. 1976.
- A múltról a jelennek. 1976.
- Helyünk a világban. 1977.
- The people's front movement in Hungary. Übersetzt von Gyula Gulyás. 1979.
- Életem törvénye. 1980.
- Két világ határán. 1987.
- Megkésett börtönnapló. 1987.